# Hersey (Maine)
Hersey – miasto w Stanach Zjednoczonych, w stanie Maine, w hrabstwie Aroostook.